# Ламрим
Ламрим (на тибетски „етапите на пътя“) в тибетския будизъм е текстуална форма, представяща етапите на пътя до пълното просветление така, както са преподадени от историческия Буда. Във всичките основни будистки школи на Тибет: Нингма, Кагю, Сакя, Джонанг и Гелуг могат да се открият различни варианти на Ламрим като постепенен подход към просветлението и всичките се основават на коренния текст от Джово Атиша Бодхипатхапрадипа или „Лампа за пътя до просветлението“.

## История
Когато Атиша, „бащата“ на Ламрим пристига от Индия в Тибет, бива помолен от крал Джангчуб О да даде пълно и в същото време достъпно изложение на ученията за да изчисти погрешните възгледи и особено тези, предизвикани от привидните противоречия в сутрите и техните коментари. Воден от тази молба той написва Бодхипатхапрадипа или „Лампа за пътя до просветлението“, която тибетците знаят като Ламрим. Това негово изложение на ученията впоследствие се предава от традицията Кадам.
Според Дзонгкапа в неговата Лам Рим Чен Мо (великия трактат върху етапите на пътя до просветлението) Атиша взема темите и порядъка им от Абхисамаяланкара (Украшение от осъзнаване) на Майтрея Натха и Асанга, която е на основата на Праджняпарамита Сутра и така създава Бодхипатхапрадипа. В Абхисамаяланкара фокусът е върху скрития смисъл на сутрите Според тибетската традиция Ламрим се основават на сутрите, преподадени от Буда и следователно съдържат същностните моменти на всички сутра учения в техния логичен ред за практикуване.
Гампопа е монах и вече високо реализиран учител от школата Кадампа по времето, когато среща йогина Миларепа и става негов ученик. Гампопа въвежда Ламрим като средство за постепенно развитие на ума на учениците си. Неговият текст, известен днес на Запад с английския си превод „Скъпоценното украшение на освобождението“ е широко използван във всички разклонения на школата Кагю.
Дзонгкапа, основоположник на школата Гелуг, която е основана предимно на Кадампа на Атиша пише един от шедьоврите си Лам Рим Чен Мо (Великия трактат върху етапите на пътя до просветлението), който е около 1000 страници и е базиран върху литературни източници. Има и средно пространен текст нас Дзонгкапа „Ламрим“ с обем около 200 страници, а също и кратък, кондензиран текст Лам Рим Дю Донг от 10 страници, рецитиран в качеството на ежедневна практика в много манастири на Гелуг. 
Ламрим става първият тибетски текст, преведен на европейски език от йезуитския мисионер Иполито Дезидери, който пребивава в Тибет от 1716 до 1721 и прави обширно изследване на тибетския будизъм. Дезидери изучава Лам Рим Чен Мо на Дзонгкапа, а ръкописът му, описващ Тибет и будистката философия са най-обширните до двадесети век.